# Sân bay quốc tế Reno-Tahoe
Sân bay quốc tế Reno-Tahoe (mã sân bay IATA: RNO, mã sân bay ICAO: KRNO, LID FAA: RNO) là một sân bay hỗn hợp quân sự và dân dụng nằm cách 6 km về phía đông nam khu kinh doanh trung tâm của Reno, một thành phố ở quận Washoe, tiểu bang Nevada, Hoa Kỳ. Sân bay phục vụ các khu vực thành phố Reno, phía tây Nevada, và các bộ phận của Đông California và là sân bay thương mại gần gũi nhất với các kỳ nghỉ và điểm đến khu nghỉ mát trượt tuyết Lake Tahoe.
Đây là sân bay thương mại bận rộn nhất thứ hai ở tiểu bang Nevada sau bay quốc tế McCarran ở Las Vegas.
Nevada Air National Guard có phi đội 152 ở phía tây nam của nhà ga chính của sân bay.
Sân bay quốc tế Reno-Tahoe quốc đã từng là trung tâm của Reno Air, một hãng hàng không cỡ vừa này không còn tồn tại, hãng này đã bay bằng máy bay MD-80 và MD-90 với các tuyến bay thẳng đến nhiều thành phố, cho đến khi Reno Air bị American Airlines mua lại và hoàn toàn bị bỏ hẳn tên gọi vào năm 2001. Chuyến bay đầu tiên của Reno không được vào ngày 01 tháng 7 năm 1992, và chuyến bay cuối cùng của nó là trên 30 tháng 8 năm 1999.
Ga hành khách được đặt theo tên của cố thượng nghị sĩ Howard Cannon. Sảnh chính của nhà ga có một buổi triển lãm các bức tượng bán thân của vị thượng nghị sĩ (và Nevada State lãnh đạo thiểu số Thượng viện) William J. "Bill" Raggio. Raggio được mô tả trong các triển lãm như là "Cha của Cơ quan sân bay."
Giao thông công cộng đến và đi từ sân bay có tuyến xe buýt Ride RTC # 19. Xe buýt đưa hành khách đến Trung tâm Meadowood và đường Downtown Trạm thứ 4.
Sân bay quốc tế Reno-Tahoe sân bay được xếp hạng là sân bay thương mại bận rộn thứ 61 tại Hoa Kỳ.